# 遼東半島
座標: 北緯40度00分 東経122度30分 / 北緯40.000度 東経122.500度

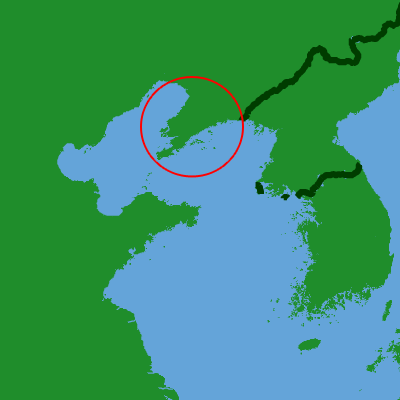
遼東半島の位置

遼東半島（りょうとうはんとう/リャオトンはんとう、簡体字中国語: 辽东半岛、拼音: Liáodōng Bàndăo）は、中国遼寧省の南部に位置する中国第二の大きさの半島。山東半島・雷州半島と並ぶ中国三大半島の一つ。遼東という名称は、遼河の東岸に位置することに由来している。
地理的には中国東北部に属しながら、言語面では海を隔てた膠東半島により近い。歴史的文書には「奉天半島」と記述するものが存在するが（奉天半島還付ニ關スル條約）現在この呼称は一般的ではなく標準的な辞書等には採録されない。

## 地理

### 概略
朝鮮半島の北西に位置し、満洲南部から海を挟んだ対岸の山東半島へ向かって西南西へ飛び出した形となっている。半島の付け根は鴨緑江と遼河に挟まれており、半島部は西を渤海、南を黄海、南東を西朝鮮湾に囲まれている。主要都市は、最西端部に旅順や大連、半島付け根の渤海側に営口などがある。北東から千山山脈が入り込んでおり全体に山がちで平野は少ない。千山山脈は長期にわたる浸食作用の影響によりなだらかな丘陵となっている。
遼東半島の先端の岬は大連市旅順口区にあり、崖海岸の公園になっている。そこに老鉄山灯台があり、またそこはその日によって黄色の海と青い海の境がよく見える「黄渤海分界線」にもなっている。岬近くの鉄山街道尹家村には、中国では珍しい露天風呂も有する老鉄山温泉がある。毎年秋には東北地区から南へ渡る鳥たち、特にタカ類が上空に上がり、風に乗って山東省へ渡るのが見られる所でもある。
トウモロコシやコメなどの穀物生産がさかんでリンゴ生産や柞蚕（さくさん）の飼育でも知られる。沿海には島嶼が多く、水産業や製塩業もみられる。

### 遼東半島の都市群
遼東半島上には15都市が存在する。
- 地級市：大連市、営口市、鞍山市、丹東市、盤錦市、遼陽市、本渓市
- 県級市：瓦房店市、荘河市、海城市、蓋州市、大石橋市、灯塔市、鳳城市、東港市

## 歴史

### 近代より前
春秋時代より存在が確認され、燕の領土であった。後漢末になると、公孫氏が支配していた。三国時代では、公孫淵が呉と通じ魏から独立したが、司馬懿により滅ぼされ、司馬懿はさらに遼東に住む15歳以上の男子を数千人殺害した。この遼東公孫氏政権の滅亡が、倭の卑弥呼による魏への遣使へと繋がったという説がある。

### 近現代
1894年に朝鮮半島をめぐる対立から日本と清のあいだで日清戦争が勃発した。1895年の日清講和条約（下関条約）で遼東半島全域が清から日本に割譲されたが、露仏独の三国干渉により清にこの地を返還した。これをめぐる取り決めが遼東還付条約であり、清から日本に支払われた償金は3,000万両であった。
同年、ロシアとフランスは清国の負った対日賠償金に対して借款供与を申し出た。1896年にサンクトペテルブルクを訪問して皇帝ニコライ2世の戴冠式に出席した清国欽差大臣の李鴻章は、ロシア外務大臣アレクセイ・ロバノフ＝ロストフスキーと財務大臣セルゲイ・ヴィッテと会談し、50万ルーブルの賄賂を得て露清密約をむすんだ。
さらに1898年には、対日賠償金の援助に対する担保および清国内で起こる排外主義運動に対する責任を理由に「旅順大連租借に関する条約」がロシアと清の間で結ばれた。これによりロシアは半島南端の旅順・大連の25年間に渡る租借権と、東清鉄道と大連とを結ぶ支線（南満洲支線）の鉄道敷設権を得て、軍港や鉄道などの建設が始まった。1900年の北清事変ののちはロシア軍が遼東半島全域を占領、旅順に要塞を築いた。
日露戦争では旅順要塞をめぐる日露両軍の攻防が知られている。1905年のポーツマス条約で、日本は遼東半島の先端部にあたる関東州の租借権を、事実上敗北したロシアから獲得し、関東都督府（のち関東庁）の本部は旅順、南満洲鉄道の本社も大連に置かれた。1919年に関東都督府は廃止された。1932年に関東軍が東三省全土を占拠し満洲国が建国されると、租借権の設定は日本が満洲国から受けている形式に改定された。1937年には、満鉄附属地の行政権を満洲国に返還した。
1945年8月のソ連対日参戦で侵略してきたソ連軍に軍事占領された後は、中ソ友好同盟条約で中華民国からソ連が旅順と大連の租借権を獲得し、1949年の、中国共産党率いる中華人民共和国成立以後は、国共内戦で中国共産党政府を支援したソ連が同国に「返還」し、以降同国の政府が統治している。